# دریوهیزن
دریوهیزن (به هلندی: Driehuizen) یک منطقهٔ مسکونی در هلند است که در آلکمار واقع شده‌است. دریوهیزن ۱۸۰ نفر جمعیت دارد.